# دارک فینکس (فیلم)
دارک فینکس (به انگلیسی: Dark Phoenix) (همچنین با عنوان مردان ایکس: دارک فینکس شناخته می‌شود)، فیلمی آمریکایی در ژانر ابرقهرمانی به نویسندگی و کارگردانی سیمون کینبرگ است که بر اساس شخصیت‌های مجموعه کتاب‌های مصور مردان ایکس کمپانی مارول کامیکس ساخته شده‌است. این نخستین تجربه کارگردانی کینبرگ است که پیش‌تر به عنوان تهیه‌کننده و فیلم‌نامه‌نویس در این مجموعه حضور داشته‌است. دارک فینکس دوازدهمین قسمت در  دنیای سینمایی مردان ایکس است و دنباله مستقیمی بر فیلم مردان ایکس: آپوکالیپس محسوب می‌شود. دارک فینکس هفتمین و آخرین قسمت از مجموعه فیلم‌های مردان ایکس است که توسط کمپانی فاکس ساخته شده‌است. جیمز مک‌آووی، مایکل فاسبندر، جنیفر لارنس، نیکلاس هولت، تای شرایدن، سوفی ترنر، الکساندرا شیپ، کدی اسمیت-مک‌فی، ایوان پیترز و جسیکا چستین ستارگان فیلم هستند. در این قسمت مردان ایکس باید با قدرت کامل دارک فینکس، زمانی که مأموریت نجات در فضا دچار مشکل شد و همچنین امپراتوری بیگانه‌ای روبرو شوند.
دارک فینکس توسط فاکس قرن بیستم در تاریخ ۷ ژوئن ۲۰۱۹، در ایالات متحده اکران شد. فیلم با واکنش‌های منفی از سوی منتقدان همراه بود که آن را «کسل‌کننده» توصیف کردند. عمده انتقادات مربوط به استفاده بیش از حد از سی‌جی‌آی، سکانس‌های اکشن و شخصیت‌پردازی بود؛ گرچه بعضی منتقدان از عملکرد تیم بازیگری و خصوصاً اجرای مک‌آووی و ترنر و موسیقی هانس زیمر ستایش کردند. دارک فینکس اکران ناموفقی داشت و با فروش جهانی ۲۵۲ میلیون دلار در برابر بودجه ۲۰۰ میلیون دلاری خود تبدیل به یک بمب گیشه شد. ددلاین هالیوود گزارش کرد که فروش بد فیلم ۱۰۰ الی ۱۲۰ میلیون دلار به استودیو فاکس ضرر زده‌است.

## داستان
در سال ۱۹۹۲ تقریباً ده سال پس از وقایع مردان ایکس: آپوکالیپس، مردان ایکس قهرمانان ملی هستند که دائماً به ماموریت‌های خطرناک می‌روند. هنگامی که یک اشعه خورشیدی در طول یک مأموریت نجات در فضا با آنها برخورد می‌کند جین گری کنترل توانایی‌هایش را از دست می‌دهد و ققنوس را آزاد می‌کند.

## بازیگران
- جیمز مک‌آووی در نقش پروفسور ایکس / چارلز اگزاویه، جهش‌یافته‌ای با قویترین توانایی دورآگاهی در جهان و مؤسس و رهبر گروه مردان ایکس
- مایکل فاسبندر در نقش مگنیتو / اریک لِنشر، جهش‌یافته‌ای قدرتمند که قادر به کنترل میدان مغناطیسی و فلز است
- جنیفر لارنس در نقش میستیک / ریون دارکهولم، جهش‌یافته‌ای با توانایی دگرپیکری
- نیکلاس هولت در نقش بیست / هنک مک‌کوی جهش‌یافته‌ای با فیزیولوژی شبیه به حیوانات
- سوفی ترنر در نقش جین گری / دارک فینکس، جهش‌یافته‌ای بسیار قدرتمند با توانایی دورآگاهی و دورجنبی بالا و یکی از دانش‌آموزهای باارزش چارلز اگزاویه
- تای شرایدن در نقش سایکلاپس / اسکات سامرز، جهش‌یافته‌ای با توانایی شلیک پرتوی لیزر از چشم‌هایش
- الکساندرا شیپ در نقش استورم / اورورو مونرو، جهش‌یافته‌ای یتیم با قدرت کنترل آب‌وهوا
- کدی اسمیت-مک‌فی در نقش نایت‌کراولر / کرت واگنر، جهش‌یافته‌ای آلمانی با توانایی دورنوردی
- ایوان پیترز در نقش کوئیک سیلوِر/ پیترو ماکسیمُف، پسر مگنیتو که قادر به دویدن با سرعت زبرصوت است
- جسیکا چستین در نقش پرنسس امپراتوری بیگانه با توانایی دگرپیکری که برای نابودی دارک فینکس تلاش می‌کند

به علاوه الیویا مان به ایفای نقش سایلاک، و دنیل کادمور در نقش کلوسوس ظاهر خواهند شد.